# Ambler (Alaska)
Ambler es una ciudad situada en el borough de Northwest Arctic en el estado estadounidense de Alaska. Según el censo de 2010 tenía una población de 258 habitantes.

## Demografía
Según el censo de 2010, Ambler tenía una población en la que el 11,2% eran blancos, 0,4% afroamericanos, 84,5% amerindios, 0,0% asiáticos, 0,0% isleños del Pacífico, el 0,0% de otras razas, y el 3,9% pertenecían a dos o más razas. Del total de la población el 0,0% eran hispanos o latinos de cualquier raza.

## Localidades adyacentes
El siguiente diagrama muestra a las localidades más próximas a Ambler.